# Lista de episódios de MegaMan NT Warrior
Esta é uma lista de episódios de MegaMan NT Warrior, anime na série de jogos Mega Man Battle Network da franquia multimídia Mega Man.
Pode-se dividir a primeira temporada do anime em quatro sagas:
- Saga do Mundo 3 (do episódio 1 ao 9);
- Saga do Grande Prêmio N1 (do 10 ao 22);
- Saga de PharaohMan (do 22 ao 25);
- Saga da Tumba (do 32 ao 51).

## Episódios
| Orig. Ep# | Dub Ep# | Título da Dublagem/Título Traduzido Título Original Japanês | Estreia Original        | Estreia Americana    |
| --- | ------- | --- | ----------------------- | -------------------- |
| 1 | 1       | "Conectar Megaman!" Transliteração: "Plug-in! Rockman (Puragu-in! Rokkuman)" (em japonês: プラグイン!ロックマン)                                                                   | 4 de março de 2002      | May 17, 2003         |
| O NetNavi de nível padrão de Lan Hikari recebe uma atualização, se transformando no poderoso MegaMan. Enquanto isso, o TorchMan - um NetNavi que trabalha para a organização criminosa das redes Mundo 3 - prende Maylu em um perigoso incêndio em sua casa. |         | |                         |                      |
| 2 | 2       | "Pânico no Metrô!" Transliteração: "Subway Panic! (Chikatetsu Ōbōsō!)" (em japonês: 地下鉄大暴走!)                                                                                 | 11 de março de 2002     | May 24, 2003         |
| Conde Zap e ElecMan, do Mundo 3, enviam ondas eletromagnéticas através de DenTech City, fazendo com que os dispositivos eletrônicos fiquem fora de controle. Lan e Maylu perseguem um cachorro robótico até um trem de metrô depois dele roubar a bolsa de Mari, e ElecMan planeja fazer o trem bater. |         | |                         |                      |
| 3 | 3       | "Caos no Tráfico!" Transliteração: "Signal Panic! (Shigunaru Panikku!)" (em japonês: シグナルパニック!)                                                                            | 18 de março de 2002     | May 31, 2003         |
| A rica Yai Ayano chega à escola de Lan como uma nova aluna. Enquanto isso, Maddy, do Mundo 3, usa seu NetNavi WackoMan para causar engarrafamentos em toda a DenTech City. Quando Yai se vê presa no trânsito e em uma situação desesperadora, ela usa seu NetNavi, Glide, para tentar resolver o problema. |         | |                         |                      |
| 4 | 4       | "Conte até Três!" Transliteração: "Count to Three!! (Mittsu Kazoero!!)" (em japonês: 三つ数えろ!!)                                                                                 | 25 de março de 2002     | June 7, 2003         |
| Higsby, um colecionador de BattleChips raros, se torna professor na escola de Lan almejando roubar os BattleChips da Yai. Ele usa seu NetNavi Numberman para prender Yai e seus amigos na sala de aula, ameaçando excluir Glide se Yai não entregar seus chips raros. Lan e MegaMan, que acabam ficando do lado de fora, trabalham com Roll para decifrar as senhas e resgatar seus amigos. |         | |                         |                      |
| 5 | 5       | "Desafio da Fúria do Peixe!" Transliteração: "Challenge of the Rampaging Fish! (Bōsō Sakana no Chōsen!)" (em japonês: 暴走魚の挑戦!)                                               | 1 de abril de 2002      | June 14, 2003        |
| O Mundo 3 envia vírus para o aquário de peixes robóticos, causando a agitação dos peixes na DenTech City. Quando os peixes atacam Maysa e as crianças, eles correm para o aquário para excluir os vírus por trás dessa bagunça. |         | |                         |                      |
| 6 | 43      | "Batalha Abaixo de Zero!" Transliteração: "Subzero Brawl! (Reika no Nettō!)" (em japonês: 零下の熱闘!)                                                                             | 8 de abril de 2002      | November 24, 2004    |
| Maddy sequestra um funcionário da fábrica de água. Ela então força o filho dele, Tory Froid, a usar o NetNavi IceMan para congelar a rede de abastecimento de água, para que ela possa se preparar para poluir o suprimento de água de DenTech City. Felizmente, Lan e seus amigos se envolvem e acabam com essa bagunça. Nota: Este episódio não foi transmitido no Brasil. |         | |                         |                      |
| 7 | 44      | "Duelo da Meia-Noite!" Transliteração: "Midnight Duel! (Mayonaka no Kettō!)" (em japonês: 真夜中の決闘!)                                                                           | 15 de abril de 2002     | November 25, 2004    |
| O pai de Yai, presidente da AyanoTech, promete deixar que ela e seus amigos joguem o novo videogame no segundo que ele lançar à meia-noite. Enquanto as crianças pacientemente ficam acordadas para jogar, o Conde Zap planeja roubar os dados do jogo usando ElecMan. Nota: Este episódio não foi transmitido no Brasil. |         | |                         |                      |
| 8 | 45      | "A Vingança de Torchman!" Transliteração: "Revenge Fireman! (Ribenji Faiaman!)" (em japonês: リベンジ ファイアマン!)                                                               | 22 de abril de 2002     | November 29, 2004    |
| Sr. Match exige uma revanche com Lan, então TorchMan decide encontrar MegaMan. Em vez disso, ele encontra Roll, que está brigada com MegaMan (assim como Maylu com Lan). Para provar seu valor para MegaMan, Roll aceita o convite e se encontra com TorchMan para a batalha. Nota: Este episódio não foi transmitido no Brasil. |         | |                         |                      |
| 9 | 6       | "O Guerreiro de Ioga do Terror!" Transliteração: "Yoga Soldier of Terror! (Kyōfu no Yoga Senshi!)" (em japonês: 恐怖のヨガ戦士!)                                                   | 29 de abril de 2002     | June 21, 2003        |
| Yahoot, do Mundo 3, usa seu NetNavi, MagicMan, para hipnotizar todos na DenTech City a pensar que são animais selvagens. Lan e Maylu não são afetados, então eles vão atrás do MagicMan. Chaud Blaze e ProtoMan também fazem sua primeira aparição para ajudar a parar o Yahoot. |         | |                         |                      |
| 10 | 7       | "Grande Prêmio N1!" Transliteração: "N1 Grand Prix! (N1 (Enuan) Guranpuri!)" (em japonês: N1(エヌワン)グランプリ!)                                                                 | 6 de maio de 2002       | June 28, 2003        |
| O torneio Grande Prêmio N1 está começando. Um erro na atualização do NumberMan faz com que ele perca o controle, então Lan e seus amigos decidem detê-lo. Tory e IceMan voltam ao elenco, e o torneio começa com Dex reivindicando vitória em sua primeira partida. |         | |                         |                      |
| 11 | 8       | "Inimigo Invisível!" Transliteração: "Invisible Enemy! (Miezaru Teki!)" (em japonês: 見えざる敵!)                                                                                  | 13 de maio de 2002      | July 5, 2003         |
| A primeira batalha de Lan no torneio é contra Miyu, uma garota psíquica que prevê que ele perderá contra ela. Desde que suas previsões foram precisas no passado, Lan fica nervoso, especialmente quando ele testemunha o NetNavi de Miyu, SkullMan, e sua incrível agilidade. |         | |                         |                      |
| 12 | 9       | "Conflito! A Faísca Rosa!" Transliteração: "Clash! Pink Spark! (Gekitotsu! Pinku no Hibana!)" (em japonês: 激突! ピンクの火花!)                                                    | 20 de maio de 2002      | July 12, 2003        |
| A primeira partida de Maylu é contra Maddy, do Mundo 3, e as duas desenvolvem uma forte rivalidade antes da partida. Enquanto isso, o próximo oponente de Lan é o Sr. Match, e sua revanche finalmente começa. Maylu é capaz de vencer a partida contra Maddy, e todo mundo corre para assistir a Lan. |         | |                         |                      |
| 13 | 10      | "Batalha na Rede Ardente!" Transliteração: "Red Hot Net Battle! (Shakunetsu no Nettobatoru!)" (em japonês: 灼熱のネットバトル!)                                                    | 27 de maio de 2002      | July 19, 2003        |
| Sr. Match infecta a rede do estádio com vírus, fazendo com que todo o estádio aqueça como uma sauna. Da mesma forma, o TorchMan é alimentado a partir da energia solar. Yai, Dex e Tory partem para excluir os vírus antes que Lan entre em colapso com o calor. |         | |                         |                      |
| 14 | 11      | "Luta na Rua!" Transliteração: "Street Fight! (Sutorīto Faito!)" (em japonês: ストリートファイト!)                                                                                 | 3 de junho de 2002      | July 26, 2003        |
| Todo mundo faz uma pausa do torneio, então Yai os leva para comer em um restaurante chique. Chaud aparece e antagoniza as crianças, então Lan o desafia para uma Batalha na Rede nas ruas. No entanto, a atividade atrai vírus, e Lan involuntariamente aproveita o poder do Programa Avançado durante a luta. |         | |                         |                      |
| 15 | 12      | "Treino Intensivo! Programa Avançado!" Transliteração: "Intensive Training! Program Advance! (Tokkun! Puroguramu Adobansu!)" (em japonês: 特訓! プログラムアドバンス!)             | 17 de junho de 2002     | August 2, 2003       |
| Decidindo aperfeiçoar o Programa Avançado, Lan começa a treinar antes de sua próxima partida com Yahoot e MagicMan. Miyu também o ajuda. Lan é capaz de executar a técnica e derrotar MagicMan em batalha, mas logo descobre que Chaud também conhece a técnica quando a usa para derrotar ElecMan. |         | |                         |                      |
| 16 | 13      | "Os NetNavis Miraculosos!" Transliteração: "Miraculous NetNavis! (Kyōi no Nettonabi!)" (em japonês: 驚異のネットナビ!)                                                             | 24 de junho de 2002     | August 9, 2003       |
| Tory e Maylu têm uma batalha antes do início das partidas de dupla. No entanto, Lan suspeita da até então recente dupla que controla os NetNavis BlasterMan e StoneMas. Nisso, eles acabam descobrindo que eles são NetNavis do tipo solo (não precisam de operadores para funcionar) que estão trabalhando para o Mundo 3. |         | |                         |                      |
| 17 | 14      | "A Verdadeira Identidade do Comandante Beef!" Transliteração: "Commander Beef's True Identity! (Bīfu Shirei no Shōtai!)" (em japonês: ビーフ司令の正体!)                           | 1 de julho de 2002      | August 16, 2003      |
| Lan se uni ao seu herói, o Comandante Beef, em uma batalha contra BlasterMan e StoneMan. A dupla do Mundo 3 está empenhada em apagar MegaMan, então StoneMan prende ele e SharkMan em uma rede de faróis para excluí-los. Lan e Beef correm para o local para resgatar seus NetNavis. |         | |                         |                      |
| 18 | 15      | "Operação Secreta! Mundo Três!" Transliteração: "Secret Operation! World Three! (An'yaku! Wārudosurī!)" (em japonês: 暗躍! ワールドスリー!)                                        | 8 de julho de 2002      | May 1, 2004          |
| Lan e Maylu se unem contra Sr. Match e Maddy, mas o Mundo 3 tem planos de sabotar a partida. Se passando por Higsby, Yahoot oferece a Maylu um chip raro e desconhecido. No entanto, ao inserir o chip, Roll é infectada com energia escura e se volta contra seu parceiro MegaMan! |         | |                         |                      |
| 19 | 16      | "Horror! Chip Diabo!" Transliteração: "Horror! Devil Chip! (Senritsu! Akuma Chippu!)" (em japonês: 戦慄! 悪魔チップ!)                                                              | 15 de julho de 2002     | May 3, 2004          |
| Roll está possuída, desobedecendo Maylu e atacando MegaMan sem piedade. Higsby reaparece antes que seja tarde demais e informa Maylu que o chip será negado se outro chip for inserido. Assim, Roll volta ao normal, mas ela acaba muito danificada para continuar no torneio. |         | |                         |                      |
| 20 | 17      | "O Comunicado de Yai" Transliteração: "Yaito-chan's Close Call! (Yaito-chan no Kiki Ippatsu!)" (em japonês: やいとちゃん危機一髪!)                                                 | 22 de julho de 2002     | May 4, 2004          |
| Lan e Chaud se unem para a próxima partida contra BlasterMan e StoneMan. Antes da batalha, Chaud sai para um restaurante e Yai decide segui-lo. No entanto, os dois ficam presos juntos em um elevador. Eles precisam superar suas diferenças para escapar a tempo. |         | |                         |                      |
| 21 | 18      | "A Forte Batalha em Dupla Redemoinho!" Transliteração: "Strongest Tag BR Whirlwind! (Saikyō Taggu BR Senpū!)" (em japonês: 最強タッグBR旋風!)                                      | 29 de julho de 2002     | May 4, 2004          |
| A partida começa. Chaud insiste em trabalhar sozinho, então ele assume BlasterMan e StoneMan sozinho. O BlasterMan é derrotado, mas StoneMan tem um núcleo regenerativo que dificulta a exclusão. No entanto, ProtoMan fica sem opções quando Chaud percebe que perdeu os chips necessários para o Programa Avançãdo no poço do elevador com Yai. |         | |                         |                      |
| 22 | 19      | "O Fim da Batalha Final" Transliteração: "The Final Battle's End (Fainaru Batoru no Hate ni)" (em japonês: ファイナルバトルのはてに)                                               | 5 de agosto de 2002     | May 5, 2004          |
| A partida final da N1 é entre Lan e Chaud. Durante a batalha, uma força desconhecida faz com que o estádio do torneio afunde no oceano fazendo todos evacuarem o local, mas Lan e Chaud ficam para trás para terminar a partida. ProtoMan é declarado vencedor, mas um NetNavi aparece repentinamente e ataca, causando a exclusão do MegaMan. |         | |                         |                      |
| 23 | 20      | "O Rei da Destruição PharaohMan!" Transliteração: "King of Destruction Pharaohman! (Hametsu no Ō Faraoman!)" (em japonês: 破滅の王ファラオマン!)                                   | 12 de agosto de 2002    | May 6, 2004          |
| PharaohMan foi revivido e ele começa seu plano de dominar o mundo. Enquanto isso, Lan luta com a perda de MegaMan, mas ainda resta esperança. Parte dos dados de MegaMan é retido nos PETs de seus amigos, e o pai de Lan volta para casa para ajudar a reviver o MegaMan. |         | |                         |                      |
| 24 | 21      | "Estratégia do Renascimento de MegaMan!" Transliteração: "Rockman Revival Strategy! (Rokkuman Fukkatsu Sakusen!)" (em japonês: ロックマン復活作戦!)                                | 19 de agosto de 2002    | May 7, 2004          |
| Para reviver o MegaMan, seu frame de backup deve ser recuperado da rede SciLab. No entanto, PharaohMan assumiu a rede e a transformou em um deserto árido. Roll e o outros NetNavis se conectam para recuperar o frame, mas o PharaohMan intervém. |         | |                         |                      |
| 25 | 22      | "Reviva! MegaMan!" Transliteração: "Revive! Rockman! (Yomigaere! Rokkuman!)" (em japonês: 甦れ! ロックマン!)                                                                       | 26 de agosto de 2002    | May 8, 2004          |
| PharaohMan envia um satélite em um curso intensivo em direção a DenTech City, e ninguém parece ser capaz de detê-lo, nem mesmo ProtoMan. No entanto, no último momento, MegaMan é revivido e auxilia na derrota do PharaohMan. Não apenas isso, mas usando uma nova habilidade chamada Troca Estilo. Ao fim Pharaohman é capturado pelo Sr. Wily querendo forçá-lo a ser seu servo, porém Pharaohman se nega se auto-destruindo junto da base do Mundo 3. |         | |                         |                      |
| 26 | -       | "Bizarro! Mistério do Navio Fantasma!" Transliteração: "Kaiki! Yūreisen no Nazo!" (em japonês: 怪奇! 幽霊船の謎!)                                                                  | 2 de setembro de 2002   | Not aired in English |
| Por ficar em segundo lugar na N1, Lan ganha uma viagem ao redor do mundo. Ele começa nas ilhas tropicais do Havaí e seus amigos o acompanham para se divertir ao sol. No entanto, um navio fantasma aparece, capturando Maysa e Tory. As crianças se infiltram no barco para resgatar seus amigos. Nota: Episódio transmitido apenas no Japão. |         | |                         |                      |
| 27 | -       | "Para se Tornar um Ídolo!" Transliteração: "Aidoru ni Narimasu!" (em japonês: アイドルになります!)                                                                                 | 9 de setembro de 2002   | Not aired in English |
| As garotas entram em um concurso para serem como Aki, uma cantora pop virtual. No entanto, os competidores desaparecem, então os meninos se vestem como Aki para investigar a situação. Um vírus infectou Aki, causando o caos, então MegaMan, GutsMan e Iceman se unem para resgatar seu ídolo. Nota: Episódio transmitido apenas no Japão. |         | |                         |                      |
| 28 | 23      | "MegaMan Roubado!" Transliteração: "Rockman Stolen! (Musumareta Rokkuman!)" (em japonês: 盗まれたロックマン!)                                                                      | 16 de setembro de 2002  | October 15, 2004     |
| Lan visita a cidade de Netopia Heaven City, mas assim que ele chega, seu PET é roubado. Depois de perseguir os ladrões, ele faz amizade com um homem chamado Raoul com o NetNavi ThunderMan. Enquanto isso, o prefeito de Heaven City planeja demolir a área onde fica a gangue de Raoul, mas Lan concorda em ajudar a revidar. |         | |                         |                      |
| 29 | 24      | "A Armadilha da Cobra Venenosa da Madame!" Transliteração: "The Poison Snake Madam's Trap! (Dokuhebi Madamu no Wana!)" (em japonês: 毒ヘビマダムの罠!)                             | 24 de setembro de 2002  | October 22, 2004     |
| Enquanto visita Brand City, Lan vê uma bolsa que ele gostaria de comprar para sua mãe, mas é muita cara. Ele descobre sobre um jogo secreto de Batalha na Rede onde pode ganhar a bolsa, mas é na verdade uma armadilha criada pela Sra. Milionária para capturar NetNavis para seu próprio museu pessoal. |         | |                         |                      |
| 30 | 46      | "A Estratégia Chocante da Mama Zap!" Transliteração: "Elec Mama's Blitzkrieg Strategy! (Erekimama no Dengeki Sakusen!)" (em japonês: エレキママの電撃作戦!)                        | 30 de setembro de 2002  | November 30, 2004    |
| O ônibus de Lan quebra enquanto dirige por Kingland, então ele visita uma mansão próxima. Na verdade, é a casa do Conde Zap que foi convencido por sua mãe, Mama Zap, a se vingar de Lan por destruir o Mundo 3. O Conde Zap prende Lan em um Batalha na Rede, onde cada um leva um choque toda vez que sofre dano. Nota: Este episódio não foi transmitido no Brasil. |         | |                         |                      |
| 31 | 47      | "A Explêndida Batalha de Curry!" Transliteração: "A Splendid Curry Battle! (Kareinaru Karē Batoru!)" (em japonês: 華麗なるカレーバトル!)                                           | 7 de outubro de 2002    | December 1, 2004     |
| A última parada de Lan em suas férias é experimentar todo tipo de curry - sua comida favorita. Os membros do Mundo 3: Sr. Match, Maddy, Conde Zap e Yahoot se reúnem para prender Lan durante seu bufê de curry à vontade, mas os amigos de Lan fazem uma surpresa para ajudar a derrubar o Mundo 3. Nota: Este episódio não foi transmitido no Brasil. |         | |                         |                      |
| 32 | 25      | "NetCity!" Transliteração: "Internet City (Intānetto Shiti)" (em japonês: インターネットシティ)                                                                                    | 14 de outubro de 2002   | May 15, 2004         |
| De volta em casa, Lan é apresentado a NetCity, uma cidade on-line para NetNavis interagirem. Enquanto isso, um NetNavi chamado AirMan prende Yai em seu banheiro e o enche de vapor quente. MegaMan vai parar o NetNavi, que afirma ser um membro da Tumba, um novo sindicato de crimes de rede. |         | |                         |                      |
| 33 | 26      | "Detonar a Fábrica de Vírus!" Transliteração: "Crush the Virus Factory! (Uirusu Kōjō o Buttsu se!)" (em japonês: ウイルス工場をぶっ潰せ!)                                          | 21 de outubro de 2002   | May 22, 2004         |
| Uma estranha chuva ácida e vírus pairam sobre a NetCity, destruindo-a. MegaMan e companhia se conectam para deletarem os vírus, e eles logo descobrem uma fábrica subterrânea que é a fonte do caos. Mas quando MegaMan vai destruí-lo, ele conhece ShadowMan, um NetNavi assassino contratado para excluí-lo. |         | |                         |                      |
| 34 | 27      | "Pânico do Dinheiro Eletrônico!" Transliteração: "Electronic Money Panic! (Denshi Manē Daikonran!)" (em japonês: 電子マネー大混乱!)                                                | 28 de outubro de 2002   | June 26, 2004        |
| Misteriosamente, Higsby se torna muito rico, e a família de Yai faliu. Gauss é responsável, um membro da Tumba que está usando o MagnetMan para mudar as contas bancárias das pessoas. Lan e Chaud investigam a situação, mas Gauss escapa. |         | |                         |                      |
| 35 | 28      | "0 Segundos Antes da Catátrofe!" Transliteração: "0 Seconds Before the Dam Breaks! (Damu Kekkai Zero Byōmae!)" (em japonês: ダム決壊0秒前!)                                        | 4 de novembro de 2002   | October 8, 2004      |
| Sal leva as crianças para um acampamento no Vale Okudan. Lá, ela se reencontra com Dave um amigo de infância. Porém Dave afirma ser um membro da Tumba que planeja usar o QuickMan para destruir a represa do vale. Isso se torna um blefe, porém CutMan, outro membro da Tumba, aparece para concluir o trabalho. |         | |                         |                      |
| 36 | 29      | "Plano para Congelar DenTech City!" Transliteração: "Plan to Turn Densan City Antarctic! (Densan Shiti Nankyokuka Keikaku!)" (em japonês: デンサンシティ南極化計画!)               | 11 de novembro de 2002  | June 5, 2004         |
| Um novo brinquedo de pinguim com ar condicionado é introduzido durante uma onda de calor, mas eles de fato estão sendo distribuídos pela Tumba. Logo, os pinguins começam a cobrir DenTech City sob uma camada de gelo. Lan consegue se conectar a NetCity e descobre que FreezeMan é responsável por essa bagunça. FreezeMan é derrotado com a ajuda de outro novo NetNavi chamado HeatMan. |         | |                         |                      |
| 37 | 30      | "Flash Vermelho!" Transliteração: "Crimson Flash! (Nakai Senkō!)" (em japonês: 紅い閃光!)                                                                                          | 18 de novembro de 2002  | Aired only in Canada |
| Os eventos dos episódios 33 e 36 são recapitulados pelo ponto de vista do Mundo 3. Este episódio descreve a exclusão de TorchMan pelas mãos do FreezeMan e o renascimento do TorchMan na forma de HeatMan, graças aos esforços do enigmático homem chamado Famoso. |         | |                         |                      |
| 38 | 31      | "Estranhamente Forte! Irmãos CutMan!" Transliteração: "Strangely Strong! Cutman Brothers! (Hen ni Tsuyoizo! Kattoman Burazāzu!)" (em japonês: ヘンに強いぞ! カットマンブラザーズ!) | 25 de novembro de 2002  | Aired only in Canada |
| Os cinco irmãos mais novos do CutMan declaram vingança contra o MegaMan por deletar o irmão mais velho. MegaMan é atraído por eles para um falso distrito da China Town e os cinco começam a atacá-lo com uma enxurrada de guerreiros de origami. ProtoMan aparece e auxilia no resgate do MegaMan. |         | |                         |                      |
| 39 | 48      | "Linda Linda Princesa!" Transliteração: "Pretty Pretty Princess! (Puripuri Purinsesu!)" (em japonês: ぷりぷりプリンセス!)                                                          | 2 de dezembro de 2002   | December 2, 2004     |
| Lan conhece um garoto chamado Poipu, sem saber que ele é realmente a princesa de Brilholândia, Princesa Orgulho. ShadowMan tem como alvo a princesa porque seu NetNavi, KnightMan, possui um valioso programa de proteção contra vírus. Lan e MegaMan ajudam "Poipu" na batalha contra o ShadowMan. Nota: Este episódio não foi transmitido no Brasil. |         | |                         |                      |
| 40 | 49      | "Eu Vou te Batalhar!" Transliteração: "I'll Battle You! (Batttotarunen!)" (em japonês: ばとったるねん!)                                                                            | 9 de dezembro de 2002   | December 7, 2004     |
| Tora e seu NetNavi KingMan são campeões do NetXadrez, e ele descobre que Lan é um oponente formidável. Ele engana Lan para uma batalha NetXadrez tendo MegaMan como prêmio. Maylu e Roll se juntam para ajudar a derrotar Tora em seu próprio jogo, mas ShadowMan também aparece. Nota: Este episódio não foi transmitido no Brasil. |         | |                         |                      |
| 41 | 50      | "O Bom Cachorro Rush!" Transliteração: "The Good Dog Rush! (Meiken Rasshu!)" (em japonês: 名犬ラッシュ!)                                                                           | 16 de dezembro de 2002  | December 8, 2004     |
| Todo mundo fica confuso quando Rush aparece no mundo real e o NetNavis de todo mundo começam a se transformar em gatos. É revelado que um poderoso vírus de gato escapou e, se não for interrompido, o NetNavis de todos se traformarão em gatos permanentemente. O episódio termina com uma batalha do tamanho de Godzilla entre Rush e o vírus do gato. Nota: Este episódio não foi transmitido no Brasil. |         | |                         |                      |
| 42 | 32      | "Trabalhando pra Tumba!" Transliteração: "Changing Jobs to Gospel! (Tenshoku Saki wa Gosuperu!)" (em japonês: 転職先はゴスペル!)                                                   | 23 de dezembro de 2002  | July 10, 2004        |
| Maddy está entediada em trabalhar na loja de curry ao lado de seus ex-colegas de equipe do Mundo 3, então aproveita a oportunidade para se juntar a Tumba quando Gauss a recruta. Gauss planeja afogar os Net Agentes e Lan em uma festa a fantasia, mas Maddy acha que seus meios são muito maliciosos, então ela usa o WackoMan para detê-lo. |         | |                         |                      |
| 43 | -       | "Me Leve pra Jogar Bola!" Transliteração: "Boku o Yakyū ni Tsuretette!" (em japonês: 僕を野球に連れてって!)                                                                        | 30 de dezembro de 2002  | Not aired in English |
| Kyuta, um novo colega de classe de Lan, é filho do famoso jogador de beisebol Kyuma Hoshida, mas está deprimido por ter que se mudar de sua cidade velha. Para animá-lo, Lan e todos os seus amigos em DenTech City o convidam para um jogo de beisebol com os NetNavis. Nota: Episódio transmitido apenas no Japão. |         | |                         |                      |
| 44 | 34      | "A Traição de KnightMan!" Transliteração: "Knightman's Betrayal! (Uragiri no Naitoman!)" (em japonês: 裏切りのナイトマン!)                                                         | 6 de janeiro de 2003    | July 3, 2004         |
| A Princesa Orgulho pede que Lan visite Brilholândia quando KnightMan se descontrola. No entanto, ele está na verdade sob os poderes hipnóticos de MoltanicMan, um NetNavi da Escurolândia que planeja destruir a barreira de proteção de Brilholândia para os reforços invadirem o país. |         | |                         |                      |
| 45 | 35      | "Para a Lua!" Transliteração: "To the Moon! (Ano Tsuki e Ike!)" (em japonês: あの月へ行け!)                                                                                        | 13 de janeiro de 2003   | June 12, 2004        |
| Enquanto investiga uma estação espacial na lua, o Comandante Beef é subitamente trancado do lado de fora com um suprimento de ar limitado. Lan e seus amigos descobrem a angústia de seus heróis, então eles enviam seus NetNavis para a rede lunar para salvá-lo. Lá, MegaMan conhece PlanetMan, e uma batalha muito difícil se inicia. |         | |                         |                      |
| 46 | 36      | "O Legado do Sr. Wily!" Transliteração: "Dr. Wily's Legacy! (Wairi-hakase no Isan!)" (em japonês: ワイリー博士の遺産!)                                                             | 20 de janeiro de 2003   | July 17, 2004        |
| O Mundo 3 descobre um BattleChip raro deixado para trás por Wily que poderia reativar o grupo. Escondido em uma ilha congelada, eles vão buscá-lo, porém Lan e companhia descobrem o plano e tentam impedi-los. Gauss aparece também para procurar o chip, e uma batalha se inicia entre ele e seu irmão, o Conde Zap. |         | |                         |                      |
| 47 | 37      | "Grande Prêmio de Net Mobilismo!" Transliteração: "Net Mobile Grand Prix! (Netto Mōbiru Guranpuri!)" (em japonês: ネットモービルグランプリ!)                                       | 27 de janeiro de 2003   | June 19, 2004        |
| A AyanoTech introduz um novo jogo na rede para NetNavis, e todo mundo é convidado. Os Net Agentes, Mundo 3, e até Chaud participam da corrida. Os irmãos CutMan também reaparecem tentanto sabotar a performance de MegaMan. |         | |                         |                      |
| 48 | 38      | "O Monstro Cibernético" Transliteração: "The Cybernetic Monster! (Dennō no Mamono!)" (em japonês: 電脳の魔物!)                                                                     | 3 de fevereiro de 2003  | July 24, 2004        |
| O ataque da Tumba começa quando eles despertam o Vírus Fera, um enorme monstro que começa a absorver a rede. Ele ataca a NetCity e ameaça excluir MegaMan e ProtoMan, mas um misterioso NetNavi chamado Bass surge no último momento mostrando ser capaz de domar o monstro. |         | |                         |                      |
| 49 | 39      | "Vírus Fera" Transliteração: "Gospel (Gosperu)" (em japonês: ゴスペル) | 10 de fevereiro de 2003 | July 31, 2004        |
| FreezeMan é enviado para capturar Bass, mas HeatMan intervém para se vingar pela exclusão de TorchMan. Bass captura MegaMan e começa a ler suas memórias para descobrir a verdade sobre sua existência; ele e o Vírus Fera da Tumba foram criados a partir dos dados remanescentes de PharaohMan. Enquanto isso, ProtoMan tem um batalha com o Vírus Fera, porém ele acaba sendo excluído na tentativa de salvar uma criança navi. Além disso, o verdadeiro líder da Tumba é revelado como o próprio Sr. Wily.                                                                          |         | |                         |                      |
| 50 | 40      | "Bass" Transliteração: "Forte (Forute)" (em japonês: フォルテ) | 17 de fevereiro de 2003 | August 7, 2004       |
| O Vírus Fera da Tumba continua absorvendo a rede. Lan e seus amigos se unem aos ex-membros da Mundo 3 para tentar parar a Tumba. No entanto, Gauss e MagnetMan intervêm, e um estranho bug deixado para trás por Bass no sistema de MegaMan começa a consumi-lo. Enquanto isso, Bass tenta absorver o Vírus Fera, mas ele próprio é absorvido. |         | |                         |                      |
| 51 | 41      | "Momento de Ruptura!" Transliteração: "Moment of Break-Down! (Hōkai no Toki!)" (em japonês: 崩壊の刻(とき)!)                                                                       | 24 de fevereiro de 2003 | August 14, 2004      |
| ElecMan ajuda MegaMan a derrotar MagnetMan, porém ElecMan acaba sendo deletado junto de MagnetMan. Enquanto isso o Vírus Fera prepara seu ataque final na rede, MegaMan aparece repentinamente em um novo Estilo chamado Estilo Bug (derivado da energia deixada por Bass) que consegue absorver o Vírus Fera e a própria rede fazendo-a correr risco de ser destruída. No entanto, com os esforços de Lan, MegaMan consegue voltar ao normal e restaurar toda a rede. Enquanto isso Bass transmite sua mente para a do robô que Sr. Wily usava para liderar a Tumba.                   |         | |                         |                      |
| 52 | -       | "O Segredo da Casa Ayano!" Transliteração: "Ayanokōjike no Himitsu!" (em japonês: 綾小路家の秘密!)                                                                                 | 3 de março de 2003      | Not aired in English |
| Quando um robô aspirador de pó suga os PETs de todos, Yai e seus amigos são forçados a explorar as profundezas da mansão Ayano, aprisionados em armadilhas, a fim de recuperar seus NetNavis roubados. Porém a empregada atrapalhada de Yai: Sakurako torna a busca pelo robô mais difícil para a turma. Nota: Episódio transmitido apenas no Japão. |         | |                         |                      |
| 53 | 51      | "Comandante Beef VS Lan!" Transliteração: "Commander Beef VS Netto-kun! (Bīfu Shirei Bāsasu Netto-kun!)" (em japonês: ビーフ司令VS熱斗くん!)                                       | 10 de março de 2003     | Aired only in Canada |
| A história é contada a partir de um flashback de Maysa/Comandante Beef. Mari está apaixonada por Comandante Beef, então Higsby, Maysa e Comandante Beef competem pelo coração da professora em um torneio de Batalha na Rede. Higsby é derrotado primeiro, deixando apenas Maysa e Comandante Beef. Lan ocupa o lugar de Maysa e luta contra o SharkMan de Comandante Beef. Nota: Este episódio não foi transmitido no Brasil. |         | |                         |                      |
| 54 | 33      | "Chisao Chega a Cidade!" Transliteração: "Chisao Comes to Town! (Chisao ga Machi ni Yattekita!)" (em japonês: チサオが町にやってきた!)                                             | 17 de março de 2003     | November 23, 2004    |
| O irmão mais novo de Dex, Chisao, está visitando de Netopia, mas Dex fica constrangido quando Chisao revela ser um batalhador na rede melhor do que seu irmão mais velho. Saburo, o dono de uma loja de macarrão, dá a Chisao seu próprio NetNavi, NoodleMan, e engana o garoto a usá-lo para combater o Mundo 3 (que administra a loja de curry da qual Saburo compete). |         | |                         |                      |
| 55 | 52      | "O Longo Dia de ProtoMan" Transliteração: "Blues's Long Day (Burūsu no Nagai Ichinichi)" (em japonês: ブルースの長い一日)                                                          | 24 de março de 2003     | December 9, 2004     |
| Para conseguir que uma empresa assine contrato com a BlazeQuest, Chaud se vê executando recados para o proprietário da tal empresa chamado Maeda. A empresa está trabalhando em um novo tipo de tecnologia PET. Um dos trabalhadores de Maeda decide roubar os dados para obter lucro, e ProtoMan deve lutar contra DrillMan para detê-lo. Nota: Este episódio não foi transmitido no Brasil. |         | |                         |                      |
| 56 | 42      | "Os Caça-Vírus!" Transliteração: "Virus Busters! (Uirusu Basutāzu!)" (em japonês: ウイルスバスターズ !)                                                                            | 31 de março de 2003     | August 21, 2004      |
| Dr. Hikari descobre uma tecnologia através de um Centro Dimensional capaz de materializar o mundo digital para o mundo real, porém a experiência acaba dando errado fazendo surgir uma árvore gigante que o faz ficar preso no edifício. Lan e seus amigos partem para resgatá-lo e descobrem que os vírus também apareceram no mundo real. Eles ficam incapazes de usar seus NetNavis, porém encontram fraqueza nos vírus com água. Ao fim todos os NetNavis aparecem no mundo real e ajudam a derrotar o Vírus Vida que estava causando aquele problema, salvando assim o Dr. Hikari. |         | |                         |                      |

1. ↑  «MegaMan NT Warrior, Vol. 1 (DVD)». Viz Media. Cópia arquivada em 18 de outubro de 2006